# Серце Сараєва
«Серце Сараєва» (босн. Srce Sarajeva) — найвища нагорода у всіх категоріях на Сараєвському кінофестивалі.
Офіційно вручається з 2004, з 10-річниці Фестивалю. Дизайн нагороди розроблено в 2004, у неформальному вжитку рисунок серця існував з 1990-х років. Автор — французька дизайнерка Агнеса-Андре-Маргріт Трубле (Agnès Andrée Marguerite Troublé), відома під псевдонімом Agnès B., покровителька Сараєвського кінофестивалю.

## Серце Сараєва

### Нагорода за найкращий художній фільм
| Рік   | Українська назва                                            | Оригінальна назва               | Режисер                       | Країна               |
| ----- | ----------------------------------------------------------- | ------------------------------- | ----------------------------- | -------------------- |
| 1996  | Розсікаючи хвилі                                            | Breaking the Waves              | Ларс фон Трієр                | Данія                |
| 1997  | Моє життя в рожевому кольорі                                | Ma Vie en Rose                  | Ален Берлінер                 | Бельгія              |
| 1998  | Один проти всіх                                             | Seul contre tous                | Гаспар Ное                    | Франція              |
| 1999  | 1-31 грудня                                                 | Dezember, 1-31                  | Ян Петерс                     | Німеччина            |
| 2000  | Той, що стікає кров'ю                                       | Bleeder                         | Ніколас Віндінґ Рефн          | Данія                |
| 2001  | Нічия земля                                                 | Ničija zemlja                   | Данис Танович                 | Боснія і Герцеговина |
| 2002  | Субота                                                      | Sábado                          | Хуан Віллегас                 | Аргентина            |
| 2003  | Гори вогонь                                                 | Gori vatra                      | П'єр Жалиця                   | Боснія і Герцеговина |
| 2004  | Мила з Марса                                                | Мила от Марс                    | Софія Зорниця                 | Болгарія             |
| 2005  | Леді Зі                                                     | Лейди Зи                        | Георгі Дюлгеров               | Болгарія             |
| 2006  | Панєнка                                                     | Das Fräulein                    | Андреа Штака                  | Швейцарія            |
| 2007  | Благочестя                                                  | Takva                           | Езер Кизилтан                 | Туреччина            |
| 2008  | Б'юїк Рів'єра                                               | Buick Riviera                   | Ґоран Русинович               | Хорватія             |
| 2009  | Звичайні люди                                               | Обични људи/Obični ljudi        | Владимир Перишич              | Сербія               |
| 2010  | Тилва Рош                                                   | Тилва Рош/Tilva Roš             | Никола Лежаїч                 | Сербія               |
| 2011  | Подих                                                       | Atmen                           | Карл Марковіц                 | Австрія              |
| 2012  | Усі в нашій сім'ї                                           | Toată lumea din familia noastră | Раду Жуде                     | Румунія              |
| 2013  | У цвіту                                                     | გრძელი ნათელი დღეები            | Нана Еквтімішвілі, Сімон Грос | Грузія               |
| 2014  | Пісня моєї мами                                             | Annemin Şarkısı                 | Ерол Мінташ                   | Туреччина            |
| 2015  | Мустанг                                                     | Mustang                         | Деніз Ґамзе Ерґювен           | Туреччина            |
| 2016  | Альбом                                                      | Albüm                           | Мехмет Кан Мертоглу           | Туреччина            |
| 2017  | Жахлива мати                                                | საშიში დედა                     | Ана Урушадзе                  | Грузія               |
| 2018. | Ага                                                         | Ага                             | Милко Лазаров                 | Болгарія             |
| 2019. | Take Me Somewhere Nice (Візьми мене в якусь гарну місцинку) | Take Me Somewhere Nice          | Ена Сендіяревич               | Боснія і Герцеговина |

### Нагорода за найкращу режисуру
| Рік  | Режисер       | Фільм                        | Країна      |
| ---- | ------------- | ---------------------------- | ----------- |
| 2017 | Емануел Парву | Меда або зворотний бік речей | Румунія     |
| 2018 | Іоана Урікару | Лимонад                      | Румунія     |
| 2019 | Емін Альпер   | Історія про трьох сестер     | Туреччина   |
| 2020 | Ру Гасанов    | Внутрішній острів            | Азербайджан |

### Нагорода за найкращий короткометражний фільм
| Рік  | Українська назва        | Оригінальна назва           | Режисер                    | Країна               |
| ---- | ----------------------- | --------------------------- | -------------------------- | -------------------- |
| 2001 | Copy Shop               | Copy Shop                   | Віргіл Відріх              | Австрія              |
| 2002 | 10 хвилина              | 10 minuta                   | Ахмед Імамович             | Боснія і Герцеговина |
| 2003 | Гаманець                | Le portefeuille             | Вінсент Бірреваертс        | Бельгія              |
| 2004 | Я і Всесвіт             | Ich und das Universum       | Гайо Шомерус               | Німеччина            |
| 2005 | Перед світанком         | Hajnal                      | Балінт Кеньєреш            | Угорщина             |
| 2006 | Щасливої дороги, Недиме | Sretan put Nedime           | Марко Шантич               | Словенія             |
| 2007 | Хвилі                   | Valuri                      | Адріан Сітару              | Румунія              |
| 2008 | Толерантність           | Tolerantia                  | Іван Рамадан               | Боснія і Герцеговина |
| 2009 | Вечірка                 | Tulum                       | Далибор Матанич            | Хорватія             |
| 2010 | Жовтий місяць           | Žuti mjesec                 | Звонимир Юрич              | Хорватія             |
| 2011 | Мезанін                 | Mezanin                     | Далибор Матанич            | Хорватія             |
| 2012 | Повертання              | Kthimi                      | Блерта Зекірі              | Косово               |
| 2013 | У тіні хмари            | O umbra de nor              | Раду Жуде                  | Румунія              |
| 2014 | Курка                   | Kokoška                     | Уна Гуняк                  | Хорватія             |
| 2015 | Перлове узбережжя       | Бисерна обала/Biserna obala | Душан Касалиця             | Чорногорія           |
| 2016 | Перехід                 | Транзициjа/Tranzicija       | Милиця Томович             | Сербія               |
| 2017 | У синяву                | U plavetnilo                | Антонета Аламат Кусіянович | Хорватія             |
| 2018 | Подих                   | Dah                         | Ермин Браво                | Боснія і Герцеговина |
| 2019 | Остання картина батька  | Poslednja slika o ocu       | Стефан Джорджевич          | Сербія               |
| 2020 | Antiotpad               | Antiotpad                   | Тин Жанич                  | Хорватія             |

### Нагорода за найкращий документальний фільм
| Рік  | Українська назва                             | Оригінальна назва       | Режисер                | Країна               |
| ---- | -------------------------------------------- | ----------------------- | ---------------------- | -------------------- |
| 2006 | Що день прийдешній готує                     | Što sa sobom preko dana | Івона Юка              | Хорватія             |
| 2007 | Інформативне спілкування                     | Informativni razgovori  | Намик Кабил            | Боснія і Герцеговина |
| 2008 | Коридор № 8                                  | Коридор No. 8           | Борис Десподов         | Болгарія             |
| 2009 | Кав'яр конекшн                               | Kavijar konekšn         | Драган Николич         | Сербія               |
| 2010 | Швачки                                       | Shivackite              | Биляна Гарванлева      | Північна Македонія   |
| 2011 | Мобітел                                      | Mobitel                 | Неджад Бегович         | Боснія і Герцеговина |
| 2012 | Вимкни світло                                | Lumea in patratele      | Івана Младенович       | Сербія               |
| 2013 | Хворісукалюди                                | Хворісукалюди           | Юрій Речинський        | Україна              |
| 2014 | Голий                                        | Goli                    | Тиха К. Гудац          | Хорватія             |
| 2015 | Тото і його сестри                           | Toto şi surorile lui    | Александр Нанау        | Румунія              |
| 2016 | На одному подиху                             | Doar o răsuflare        | Моніка Лазуреан-Горган | Румунія              |
| 2017 | Місто Сонця                                  | მზის ქალაქი             | Раті Онелі             | Грузія               |
| 2018 | Srbenka                                      | Srbenka                 | Небойша Слієпчевич     | Хорватія             |
| 2019 | Коли росла хурма                             | Xurmalar Yetişən Vaxt   | Хілал Байдаров         | Азербайджан          |
| 2020 | Merry Christmas, Yiwu (Щасливого Різдва, Їу) | Merry Christmas, Yiwu   | Младен Ковачевич       | Сербія               |

### Нагорода найкращій акторці
| Рік   | Акторка                                                                                        | Фільм                      | Країна               |
| ----- | ---------------------------------------------------------------------------------------------- | -------------------------- | -------------------- |
| 2004  | Марія Шкаричич                                                                                 | Ця дивовижна сплітська ніч | Хорватія             |
| 2005  | Зринка Цвитешич                                                                                | Що за чоловік без вусів?   | Хорватія             |
| 2006  | Марія Шкаричич                                                                                 | Фройляйн                   | Хорватія             |
| 2007  | Саадет Аксой                                                                                   | Яйце                       | Туреччина            |
| 2008  | Айча Дамґаджі                                                                                  | Мій Марлон і Брандо        | Туреччина            |
| 2009  | Ангелікі Папулія і Мері Тсоні                                                                  | Ікло                       | Греція               |
| 2010  | Мірела Опрішор                                                                                 | Вівторок після Різдва      | Румунія              |
| 2011  | Ада Сондеєску                                                                                  | Loverboy                   | Румунія              |
| 2012. | Марія Пикич                                                                                    | Діти Сараєва               | Боснія і Герцеговина |
| 2013  | Ліка Баблуані і Маріам Бокерія                                                                 | У цвіту                    | Грузія               |
| 2014  | Марі Кітія                                                                                     | Невісти                    | Грузія               |
| 2015  | Акторки фільму Мустанг - Ґюнеш Шенсой Дога Догушлу Тугба Сунґуроглу Еліт Ішджан Ілайда Акдоган | Мустанг                    | Туреччина            |
| 2016  | Ірена Іванова                                                                                  | Безбожниця                 | Болгарія             |
| 2017  | Орнела Капетані                                                                                | Світанок                   | Албанія              |
| 2018  | Жофія Самоші                                                                                   | Один день                  | Угорщина             |
| 2019  | Ірині Жамбонас                                                                                 | По колу                    | Болгарія             |
| 2020  | Марія Шкаричич                                                                                 | Маре                       | Хорватія             |

### Нагорода найкращому актору
| Рік  | Актор | Фільм                        | Країна               |
| ---- | --- | ---------------------------- | -------------------- |
| 2004 | Милан Точиновський | Як я вбив святого            | Північна Македонія   |
| 2005 | Петер Мусевський | Праця звільнює               | Словенія             |
| 2006 | Ракан Русхаїдат | Все дозволено                | Хорватія             |
| 2007 | Саша Петрович | Трудно бути милим            | Боснія і Герцеговина |
| 2008 | Леон Лучев і Славко Штимац                                                                                                   | Б'юїк Рів'єра                | Хорватія i Сербія    |
| 2009 | Реля Попович | Звичайні люди                | Сербія               |
| 2010 | Марко Тодорович | Тильва Рош                   | Сербія               |
| 2011 | Томас Шуберт | Подих                        | Австрія              |
| 2012 | Уликс Фехміу | Заколотна вулиця             | Сербія               |
| 2013 | Богдан Диклич | Перешкода і захист           | Сербія               |
| 2014 | Фейяз Думан | Пісня моєї мами              | Туреччина            |
| 2015 | Актори фільму Шевальє - Їоргос Кендрос Вангеліс Мурікіс Панос Короніс Ефтіміс Пападімітріу Гіоргос Пірпассопулос Сакіс Рувас | Шевальє                      | Греція               |
| 2016 | Георге Візу | Пси                          | Румунія              |
| 2017 | Шербан Павлу | Меда або зворотний бік речей | Румунія              |
| 2018 | Леон Лучев | Вантаж                       | Хорватія             |
| 2019 | Леван Гельбахіані | А потім ми танцювали         | Грузія               |
| 2020 | Вангеліс Мурікіс | Копач                        | Греція               |

## Почесне Серце Сараєва
Починаючи з 2005 року окремим особам вручають також нагороду «Почесне Серце Сараєва» (Počasno Srce Sarajeva) — за внесок у розвиток Фестивалю, а також у розвиток регіонального кіно (під яким розуміють кінопродукцію країн колишньої Югославії, Балканського півострова і Південної Європи). У 2016 році впроваджено нагородження «Почесним Серцем Сараєва» за досягнення життя, першим нагороду в цій номінації отримав Роберт де Ніро
| Рік   | Нагороджений                                    | Примітки                                                                     |
| ----- | ----------------------------------------------- | ---------------------------------------------------------------------------- |
| 2005. | Марко Мюллер                                    | Директор Римського кінофестивалю                                             |
| 2006. | Гаврило Граговац                                | Колишній міністр культури і спорту Боснії і Гергеговини                      |
| 2006. | Майк Лі                                         | Режисер                                                                      |
| 2007. | Стів Бушемі                                     | Актор і режисер                                                              |
| 2008. | Кет Віллерс                                     | Продюсер                                                                     |
| 2009. | Манфред Шмідт                                   | Виконавчий директор Mitteldeutsche Medienförderung                           |
| 2010. | Дітер Косслік                                   | Директор Берлінале                                                           |
| 2011. | Анджеліна Джолі                                 | Акторка і режисерка                                                          |
| 2011. | Джафар Панагі                                   | Режисер                                                                      |
| 2011. | Еміль Тедескі                                   | Президент «Атлантик Груп»                                                    |
| 2012. | Бранко Лустіг                                   | Продюсер                                                                     |
| 2013. | Роберто Олла                                    | Виконавчий директор Eurimages                                                |
| 2013. | Бела Тарр                                       | Режисер                                                                      |
| 2014. | Гаель Гарсія Берналь                            | Актор                                                                        |
| 2014. | Даніс Танович                                   | Режисер                                                                      |
| 2014. | Аньєс Трублі                                    | Модна дизайнерка                                                             |
| 2015. | Атом Егоян                                      | Режисер                                                                      |
| 2015. | Бенісіо дель Торо                               | Актор                                                                        |
| 2016. | Роберт де Ніро (Нагорода за життєві досягнення) | Актор, режисер і продюсер                                                    |
| 2016. | Стівен Фрірз                                    | Режисер                                                                      |
| 2016. | Вольфганг Амадеус Брюльгарт                     | Колишній заступник посла та культурний радник посольства Швейцарії в Сараєві |
| 2017. | Джон Кліз                                       | Актор, режисер і продюсер                                                    |
| 2017. | Олівер Стоун                                    | Режисер і продюсер                                                           |
| 2018. | Нурі Більге Джейлан                             | Режисер                                                                      |
| 2018. | Ніяз Хастор                                     | Власник і засновник ASA Prevent Group і засновник фундації Hastor            |
| 2019. | Алехандро Гонсалес Іньярріту                    | Режисер                                                                      |
| 2019. | Ізабель Юппер                                   | Акторка                                                                      |
| 2019. | Павел Павліковський                             | Режисер                                                                      |
| 2019. | Тім Рот                                         | Актор                                                                        |
| 2020. | Мішель Франко                                   | Режисер                                                                      |
| 2020. | Мадс Міккельсен                                 | Актор                                                                        |